# Kawasaki (Fukuoka)
Kawasaki (jap. 川崎町 Kawasaki-machi) – miasto w Japonii, na wyspie Kiusiu, w prefekturze Fukuoka. Według danych na rok 2020 miejscowość zamieszkiwało 15 176 mieszkańców , a gęstość zaludnienia wyniosła 419,9 os./km².